# Azy (Florenville)
Pour les articles homonymes, voir Azy.
Azy (ou Azi / en gaumais Auzy) est un hameau en bordure de la Semois (rive gauche) dans la province de Luxembourg, en Belgique. Avec Le Ménil et Laiche (tous deux au sud) au bord d'une seule route longeant la rivière, les trois hameaux forment la seule localité à l'intérieur de ce méandre de la Semois qui fait une boucle presque complète. Administrativement Azy fait partie de la commune et ville de Florenville, dans la province de Luxembourg (Région wallonne de Belgique).

## Géographie
Le hameau est situé au nord-est de Chassepierre et au nord-ouest de Martué, juste au nord du Ménil, sur la rive gauche de la Semois.

## Patrimoine
- Le dolmen d'Azy est une table, orientée nord-sud, en forme de losange, de 3 m sur 1 m et de 60 cm d'épaisseur, posée sur un bloc de granit d’un mètre de haut et le roc affleurant. L'intervention de l'homme dans cette construction est certaine, mais l'époque reste indéterminée[1].